# Plagiothecium roeseanum
Plagiothecium roeseanum là một loài Rêu trong họ Plagiotheciaceae. Loài này được Schimp. miêu tả khoa học đầu tiên năm 1851.